# جيمس مارتن (لاعب كرة قدم)
جيمس مارتن (بالإنجليزية: James Martin)‏ (2 ديسمبر 1898 في المملكة المتحدة - 1 يناير 1969) هو لاعب كرة قدم بريطاني (وحمل سابقاً جنسية المملكة المتحدة لبريطانيا العظمى وأيرلندا) في مركز الهجوم. لعب مع ستوك سيتي ونادي بريستول سيتي ونادي بلاكبول ونادي ريدنغ ونادي ساوثيند يونايتد ووولفرهامبتون واندررز ونادي هاليفاكس تاون وAberdare Athletic F.C. ‏ وCongleton Town F.C. ‏.